# Inre Slåttertjärnen
Inre Slåttertjärnen är en sjö i Lycksele kommun i Lappland och ingår i Umeälvens huvudavrinningsområde.
Strax intill finns Yttre Slåttertjärnen. 